# Liethe (Wunstorf)
Liethe ist eine ehemalige Ortschaft in der heutigen Region Hannover, die 1928 in den Ort Blumenau eingemeindet wurde und heute ein Ortsteil von Wunstorf ist. Liethe liegt nur wenige Gehminuten nordöstlich von Blumenau entfernt, am Ende der sanft ansteigenden Leinechaussee entlang der Aue.

## Geschichte

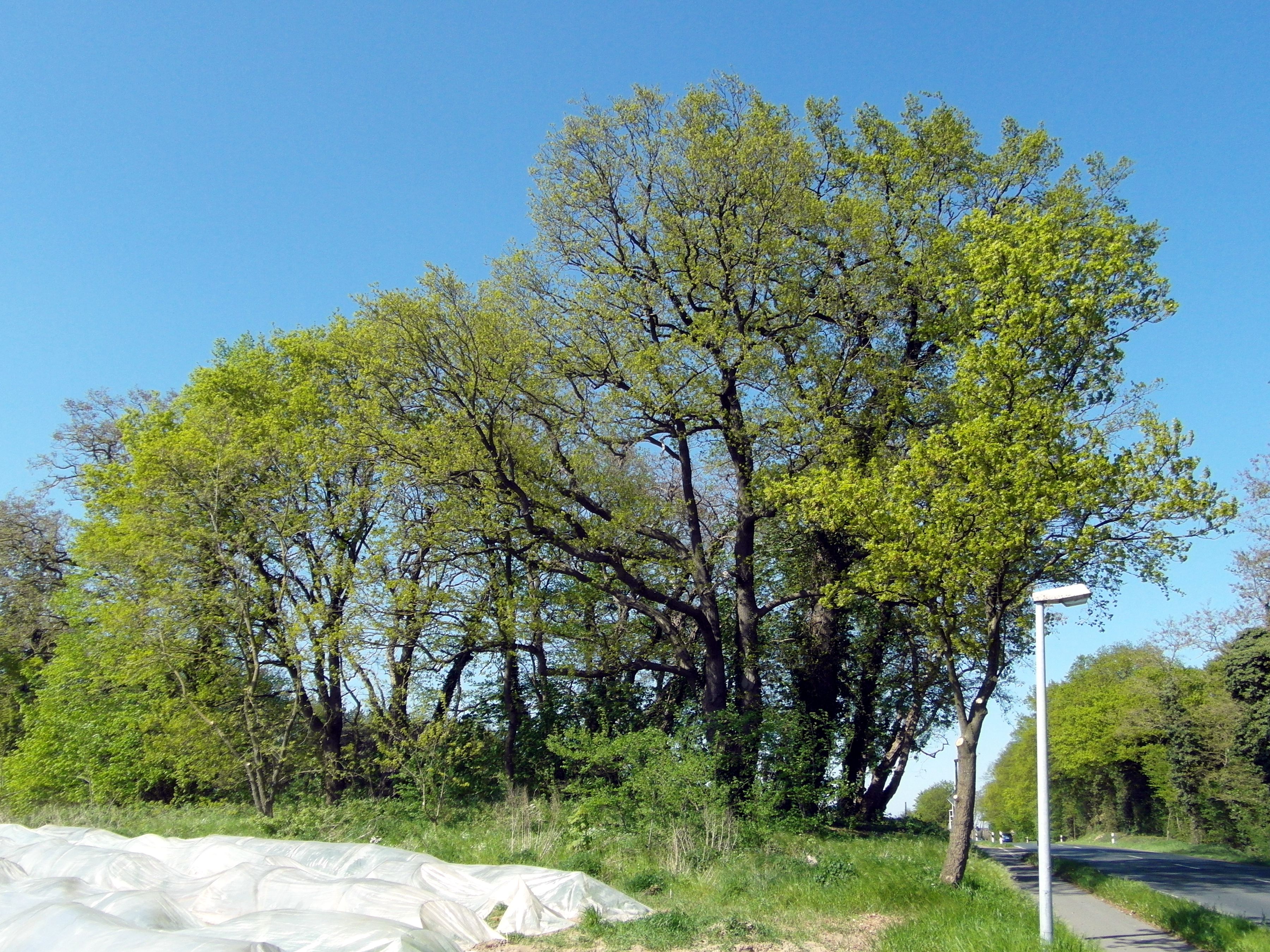
Das „Naturdenkmal Galgenberg“ (ND-H 083) zwischen Blumenau und Liethe an Stelle eines bronzezeitlichen Hügelgrabes

Die kleine Ortschaft Liethe entstand nahe einem Hügelgrab aus der Zeit der späten Bronzezeit: Diese Galgenberg genannte Erhebung findet sich nordwestlich des erstmals 1447 genannten Landgutes Liethe.

## Persönlichkeiten
- Johann Christian Niemeyer (1724–1811), Oberamtmann des Amtes Blumenau[2]